# Wasserstraßen-Neubauamt Aschaffenburg
Das Wasserstraßen-Neubauamt Aschaffenburg ist eines von acht Neubau- bzw. Ausbauämtern der Wasserstraßen und Schifffahrtsverwaltung des Bundes. Es ist der Generaldirektion Wasserstraßen und Schifffahrt untergeordnet.
Das Wasserstraßen-Neubauamt Aschaffenburg ist zuständig für Aus- und Neubaumaßnahmen im Bereich des schiffbaren Mains zwischen Bamberg und Mainz. Nach einem Schadensfall an der im Süden Bambergs liegenden Schleuse Bamberg im März 2004 wurde das Wasserstraßen-Neubauamt damit betraut, vergleichbare Schleusen am Main, dem Main-Donau-Kanal und der Donau hinsichtlich ihrer Standsicherheit zu überprüfen und ggf. zu ertüchtigen.

## Geschichte
Das Wasserstraßen-Neubauamt Aschaffenburg geht zurück auf das 1964 als Neubauabteilung des Wasser- und Schifffahrtsamtes Aschaffenburg gegründete Wasserstraßen-Neubauamt, die seit 1972 als eigenständige Organisationseinheit tätig war. Das heutige Wasserstraßen-Neubauamt Aschaffenburg wurde zum 1. Januar 1994 eingerichtet.